# Drunella walkeri
Drunella walkeri är en dagsländeart som först beskrevs av Eaton 1884.  Drunella walkeri ingår i släktet Drunella och familjen mossdagsländor. Inga underarter finns listade i Catalogue of Life.